# IC 1818
IC 1818 је елиптична галаксија у сазвјежђу Кит која се налази на листи објеката дубоког неба у Индекс каталогу.
Деклинација објекта је - 11° 2' 25" а ректасцензија 2h 34m 7,1s. Привидна величина (магнитуда) објекта IC 1818 износи 14,4 а фотографска магнитуда 15,4. IC 1818 је још познат и под ознакама NPM1G -11.0094, PGC 970700.